# Ludwig Knorr (Chemiker)

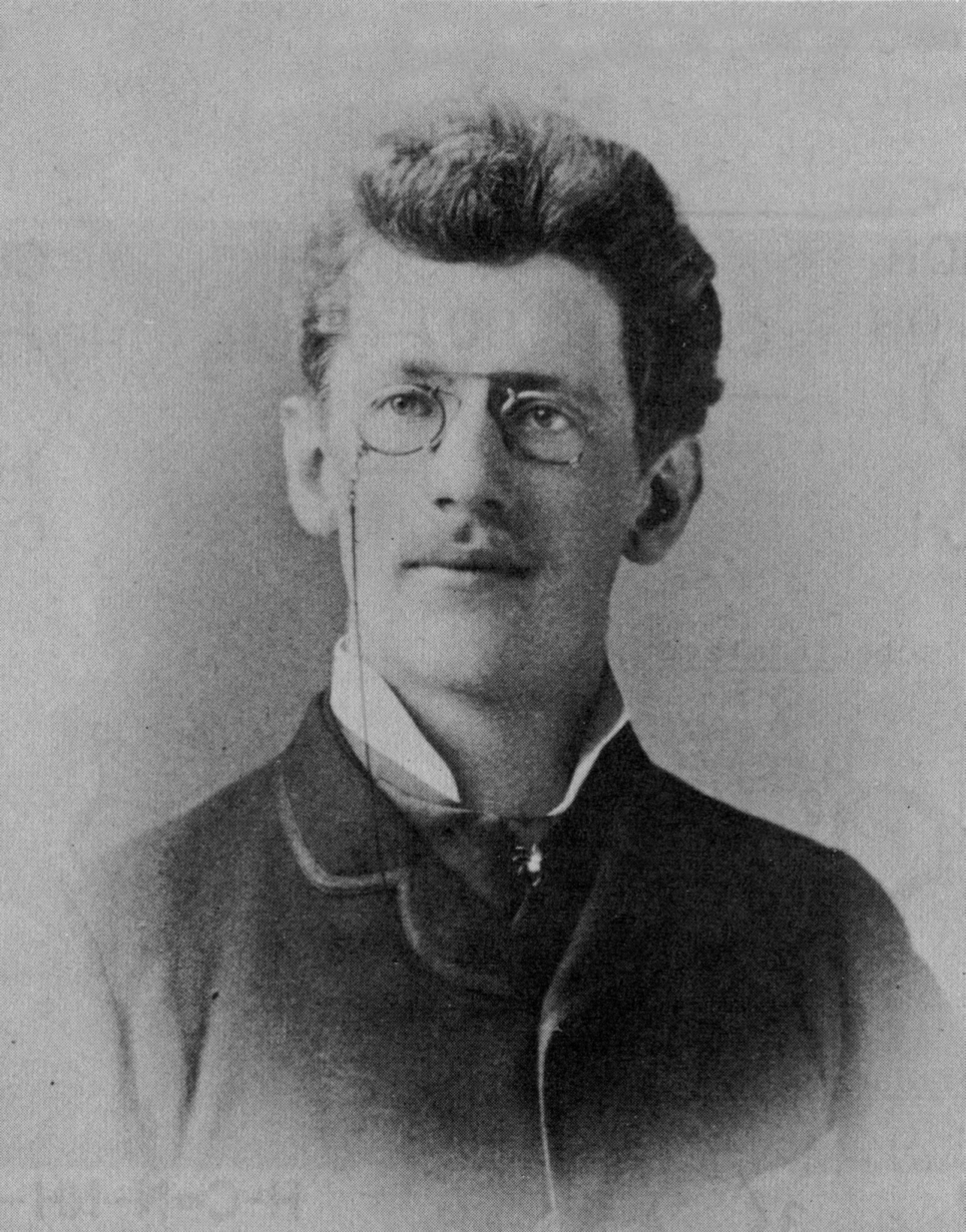
Ludwig Knorr als junger Professor in Würzburg 1888

Ludwig Knorr (* 2. Dezember 1859 in München; † 4. Juni 1921 in Jena) war ein deutscher Chemiker.

## Leben und Werk
Knorr studierte nach dem Abitur in München, in Heidelberg bei Robert Bunsen und später in Erlangen Chemie. Er promovierte dort 1882 bei Emil Fischer mit der Arbeit Über das Piperyl-Hydrazin. Er habilitierte sich 1885 ebenfalls dort und wechselte gemeinsam mit Fischer nach Würzburg. In dieser Zeit arbeitete er vor allem an der Synthese stickstoffhaltiger Heterocyclen mit Acetessigester (Knorr-Synthesen). Auch die Entdeckung der Paal-Knorr-Synthese zusammen mit Carl Paal fällt in diese Zeit. Teil dieser Arbeiten war auch die Suche nach chininähnlichen Substanzen, die auch auf ihre medizinische Wirksamkeit überprüft wurden. Das von Knorr entdeckte Antipyrin, das von Wilhelm Filehne bei Hoechst getestet wurde, stellte sich als fiebersenkend und schmerzlindernd heraus. Das Antipyrin wurde 1883 patentiert und war bis zur weiten Verbreitung des Aspirins, Anfang des 20. Jahrhunderts, das meist verwendete Arzneimittel. Das später entwickelte Pyramidon wurde ebenfalls ein wirtschaftlich erfolgreiches Medikament.
Während des Jahres 1884 heiratete er Elisabeth Piloty, die Schwester von Oskar Piloty, einem Laborkollegen aus der Zeit an der Universität München. Mit ihr hatte er fünf Kinder.
Nach dem plötzlichen Tod von Anton Geuther 1889 übernahm er dessen Lehrstuhl für Chemie an der Friedrich-Schiller-Universität Jena, den er bis zu seinem Tode innehatte. 1898 wurde er als ordentliches Mitglied in die Königlich Sächsische Gesellschaft der Wissenschaften aufgenommen.

Tautomere Formen von Acetessigester (R = Methyl and R' = Ethyl)

Geuther hatte 1863 den Acetessigester entdeckt, aber bei der Formulierung der Strukturformel einen Streit mit Edward Frankland und Johannes Wislicenus vom Zaun gebrochen. Die Ketoform, bei der eine C=O-Doppelbindung vorhanden ist, und die Enolform mit einer C=C-Doppelbindung, an der eine Hydroxygruppe hängt, waren beide möglich und konnten durch Versuche bestätigt werden. Erst Knorr entschied 1911 den Streit: Beide Strukturen stehen im Gleichgewicht, das sich, abhängig von den Versuchsbedingungen, verschiebt. Die Keto-Enol-Tautomerie war zwar schon theoretisch erklärt worden, aber mit den von Knorr isolierten Verbindungen konnte sie auch experimentell bestätigt werden. Dazu fällte er die Ketoform bei −78 °C aus oder destillierte sie im Vakuum in einer Quarzapparatur ab. Quarz wurde verwendet, weil geringe Mengen an Alkalien die in Laborglas vorhanden sind dazu führen, dass sich schnell wieder das Gleichgewicht von Keto- und Enolform einstellt.
Ludwig Knorr starb 1921 im Alter von 61 Jahren in Jena.

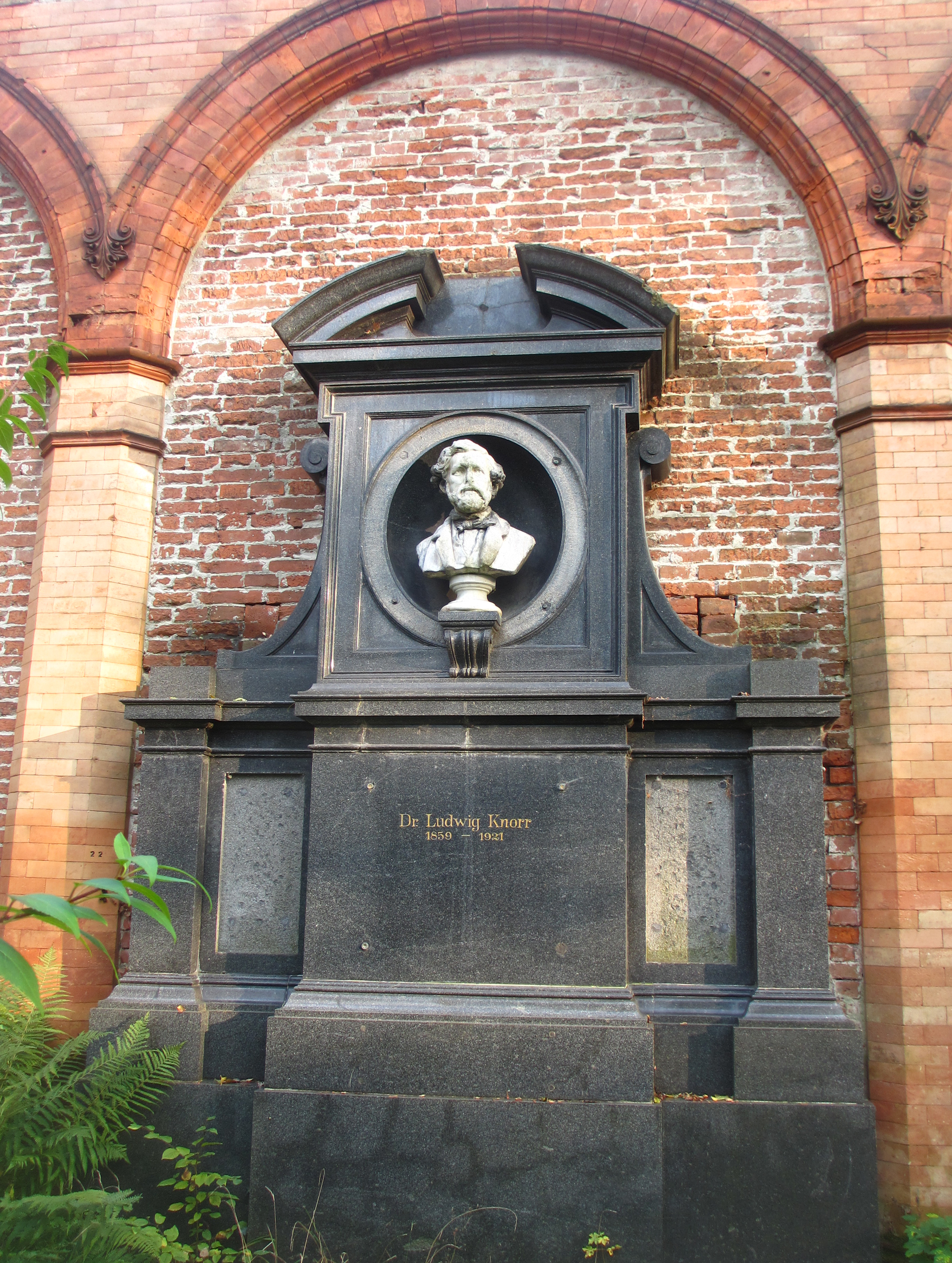
Grab von Ludwig Knorr auf dem Alten Südlichen Friedhof in München

## Grabstätte
Die Grabstätte von Ludwig Knorr befindet sich auf dem Alten Südlichen Friedhof in München (Neu Arkaden Platz 22 bei Gräberfeld 27) Standort.

## Ehrungen
Die Universität Erlangen verleiht seit 1997 einen Ludwig-Knorr-Preis. In Leverkusen-Wiesdorf ist eine Straße nach Ludwig Knorr benannt.
Nach Ludwig Knorrs Familie ist die Knorrstraße in München benannt.

## Verwandtschaft
Ludwig Knorr ist verwandt mit dem Chemiker Eduard Knorr (1867–1926), nach dem die Koenigs-Knorr-Methode benannt wurde. Er war der Onkel von Angelo Knorr, Chemiker und Präsident des FC Bayern München.